# Zach Aston-Reese
Zachary Aston-Reese (né le 10 août 1994 à Staten Island dans l'État de New York aux États-Unis) est un joueur professionnel américain de hockey sur glace. Il évolue au poste de centre.

## Biographie
Il joue au niveau junior avec les Stars de Lincoln dans l'USHL avant de jouer au niveau universitaire pour les Huskies de l'université du Nord-Est. 
À sa quatrième saison, en 2016-2017, il réalise 63 points, dont 31 buts, en 38 parties et se voit remettre plusieurs honneurs, dont le titre de joueur de l'année dans la division Hockey East. Il fait également partie des finalistes pour le trophée Hobey Baker, remis au meilleur joueur de hockey sur glace dans la NCAA, mais cet honneur reviendra finalement au défenseur Will Butcher de l'université de Denver.
Après la conclusion de sa carrière universitaire, il signe comme agent libre avec les Penguins de Pittsburgh et commence sa carrière professionnelle avec l'équipe affiliée dans la LAH, les Penguins de Wilkes-Barre/Scranton. 
La saison suivante, il fait ses débuts dans la LNH avec Pittsburgh et prend part à 16 parties. Il joue également lors des séries éliminatoires de la Coupe Stanley. Lors du deuxième tour face aux Capitals de Washington, il subit une mise en échec controversée de Tom Wilson, et se retrouve avec une mâchoire fracturée et une commotion cérébrale. Wilson est suspendu trois matchs pour son geste et Aston-Reese manque le restant de la série, qui se conclut par une élimination des Penguins.
Le 21 mars 2022, il est échangé aux Ducks d'Anaheim avec Dominik Simon, les droits de Calle Clang et un choix de 2e ronde en 2022 en retour de Rickard Rakell.
Le 9 octobre 2022, il signe un contrat de 1 an comme agent libre avec les Maple Leafs de Toronto.

## Statistiques
| Saison     | Équipe                            | Ligue       |     | Saison régulière | Saison régulière | Saison régulière | Saison régulière | Saison régulière |   | Séries éliminatoires | Séries éliminatoires | Séries éliminatoires | Séries éliminatoires | Séries éliminatoires |
| Saison     | Équipe                            | Ligue       | PJ  | B                | A                | Pts              | Pun              | PJ               | B | A                    | Pts                  | Pun                  |                      |                      |
| 2010-2011  | Buccaneers de Des Moines          | USHL        | 2   | 0                | 0                | 0                | 2                | -                | - | -                    | -                    | -                    |                      |                      |
| 2010-2011  | Stars de Lincoln                  | USHL        | 25  | 2                | 3                | 5                | 4                | 1                | 0 | 0                    | 0                    | 5                    |                      |                      |
| 2011-2012  | Stars de Lincoln                  | USHL        | 53  | 5                | 10               | 15               | 69               | 8                | 1 | 2                    | 3                    | 8                    |                      |                      |
| 2012-2013  | Stars de Lincoln                  | USHL        | 60  | 9                | 21               | 30               | 113              | 5                | 3 | 2                    | 5                    | 4                    |                      |                      |
| 2013-2014  | Huskies de Northeastern           | Hockey East | 35  | 8                | 11               | 19               | 22               | -                | - | -                    | -                    | -                    |                      |                      |
| 2014-2015  | Huskies de Northeastern           | Hockey East | 31  | 13               | 10               | 23               | 60               | -                | - | -                    | -                    | -                    |                      |                      |
| 2015-2016  | Huskies de Northeastern           | Hockey East | 41  | 14               | 29               | 43               | 28               | -                | - | -                    | -                    | -                    |                      |                      |
| 2016-2017  | Huskies de Northeastern           | Hockey East | 38  | 31               | 32               | 63               | 72               | -                | - | -                    | -                    | -                    |                      |                      |
| 2016-2017  | Penguins de Wilkes-Barre/Scranton | LAH         | 10  | 3                | 5                | 8                | 7                | -                | - | -                    | -                    | -                    |                      |                      |
| 2017-2018  | Penguins de Wilkes-Barre/Scranton | LAH         | 41  | 9                | 20               | 29               | 49               | -                | - | -                    | -                    | -                    |                      |                      |
| 2017-2018  | Penguins de Pittsburgh            | LNH         | 16  | 4                | 2                | 6                | 2                | 9                | 0 | 1                    | 1                    | 4                    |                      |                      |
| 2018-2019  | Penguins de Pittsburgh            | LNH         | 43  | 8                | 9                | 17               | 26               | 4                | 0 | 0                    | 0                    | 0                    |                      |                      |
| 2018-2019  | Penguins de Wilkes-Barre/Scranton | LAH         | 11  | 6                | 3                | 9                | 18               | -                | - | -                    | -                    | -                    |                      |                      |
| 2019-2020  | Penguins de Pittsburgh            | LNH         | 57  | 6                | 7                | 13               | 28               | 4                | 0 | 1                    | 1                    | 2                    |                      |                      |
| 2020-2021  | Penguins de Pittsburgh            | LNH         | 45  | 9                | 6                | 15               | 15               | 6                | 1 | 1                    | 2                    | 2                    |                      |                      |
| 2021-2022  | Penguins de Pittsburgh            | LNH         | 52  | 2                | 9                | 11               | 22               | -                | - | -                    | -                    | -                    |                      |                      |
| 2021-2022  | Ducks d'Anaheim                   | LNH         | 17  | 3                | 1                | 4                | 6                | -                | - | -                    | -                    | -                    |                      |                      |
| 2022-2023  | Maple Leafs de Toronto            | LNH         | 77  | 10               | 4                | 14               | 25               | 6                | 1 | 0                    | 1                    | 0                    |                      |                      |
| 2023-2024  | Red Wings de Détroit              | LNH         | 3   | 0                | 0                | 0                | 2                | -                | - | -                    | -                    | -                    |                      |                      |
| 2023-2024  | Griffins de Grand Rapids          | LAH         | 61  | 14               | 16               | 30               | 53               | 9                | 1 | 1                    | 2                    | 2                    |                      |                      |
| Totaux LNH | Totaux LNH                        | Totaux LNH  | 310 | 42               | 38               | 80               | 126              | 29               | 2 | 3                    | 5                    | 8                    |                      |                      |

## Trophées et honneurs personnels

### National Collegiate Athletic Association (NCAA)
- 2015-2016 : nommé dans la deuxième équipe d'étoiles de Hockey East
- 2016-2017 :
  - nommé dans la première équipe d'étoiles de Hockey East
  - nommé dans la deuxième équipe d'étoiles de la région Est de la NCAA
  - nommé joueur de la saison de Hockey East
  - nommé parmi les finalistes du trophée Hobey-Baker (meilleur joueur de la NCAA)